# Zamach w An-Nasirijji (12 listopada 2003)
Zamach w An-Nasirijji – atak terrorystyczny na kwaterę włoskiej żandarmerii wojskowej w An-Nasirijji w Iraku 12 listopada 2003.

## Przed zamachem
Budynki, na które dokonano ataku, były przed amerykańską inwazją na Irak w 2003 siedzibą lokalnej izby handlowej. W zabudowie, stojącej w pobliżu Eufratu, mieściły się trzy sklepy. Budynki zajęli w 2003 żołnierze amerykańscy. Włoskie wojska uczestniczyły w II wojnie w Zatoce Perskiej jako część sił wielonarodowych od 15 lipca 2003 do 1 grudnia 2006 w tzw. operacji militarnej Operation Ancient Babylon. 19 lipca 2003 włoscy żandarmi zastąpili w An-Nasirijji Amerykanów.

## Zamach
Mudżahedini ostrzelali najpierw policyjny punkt kontrolny od strony ulicy. Policja odpowiedziała ogniem, ale nie była w stanie zatrzymać cysterny wypełnionej materiałami wybuchowymi. Żandarm Andrea Filippa zabił dwóch zamachowców, co uniemożliwiło wjazd cysterną do wnętrza posesji. Samochód wybuchł przy bramie wjazdowej, przez co znacznie zmniejszone zostały straty w ludziach. Doszło jednak do wybuchu składu amunicji. W sumie zginęło 28 osób: 17 żandarmów, 2 cywilów włoskich oraz 9 cywilów irackich. Ponad 100 osób zostało rannych, w tym członkowie włoskiej ekipy filmowej, która realizowała film o działalności Włochów w mieście i żołnierze stanowiący ich ochronę.
We Włoszech ogłoszono trzydniową żałobę narodową. Ofiary pochowane były z honorami państwowymi.

## Upamiętnienie
W 2007 Canale 5 zrealizowało miniserial Nassiryia – Per non dimenticare o zamachu w An-Nasirijji. Film wyreżyserował Michele Soavi. W produkcji wystąpili m.in.: Raoul Bova, Claudia Pandolfi, Libero De Rienzo, Gioia Spaziani. W 2010 Aureliano Amadei, członek ekipy filmowej, który przeżył zamach, wyreżyserował film 20 papierosów, który jest autobiograficzną narracją przeżyć z 12 listopada 2003. Obraz Amadeego otrzymał szereg nagród filmowych.